# 塔巴基
45°43′49″N 28°36′36″E / 45.73028°N 28.61000°E
塔巴基（烏克蘭語：Табаки）是位於烏克蘭西南部的村莊，由敖德萨州博爾赫拉德區的博爾赫拉德市鎮負責管轄。該村始建於1806年，面積1.78平方公里，海拔高度35米，2001年人口2,498，人口密度每平方公里1,403.37人。